# لويز لاسر
لويز لاسر (بالإنجليزية: Louise Lasser)‏ مواليد 11 أبريل 1939 في نيويورك، هي ممثلة أمريكية بدأت مسيرتها الفنية عام 1962. كانت متزوجةً من وودي آلن وقد ظهرت في بعض أفلامه.

## وصلات خارجية
- لويز لاسر على موقع IMDb (الإنجليزية)
- لويز لاسر على موقع الموسوعة البريطانية (الإنجليزية)
- لويز لاسر على موقع ألو سيني (الفرنسية)
- لويز لاسر على موقع أول موفي (الإنجليزية)
- لويز لاسر على موقع قاعدة بيانات برودواي على الإنترنت (الإنجليزية)
- لويز لاسر على موقع قاعدة بيانات الأفلام السويدية (السويدية)
- لويز لاسر على موقع إن إن دي بي (الإنجليزية)
- لويز لاسر على موقع ديسكوغز (الإنجليزية)
- لويز لاسر على موقع قاعدة بيانات الفيلم (الإنجليزية)
- لويز لاسر على موقع كينوبويسك (الروسية)